# Cave Junction
Cave Junction – miasto w Stanach Zjednoczonych, w stanie Oregon, w hrabstwie Josephine.